# Електрик-блюз
Електрик-блюз (англ. Electric blues) — відноситься до різних форм блюзу, для яких характерно підсилене звучання музичних інструментів. Гітара була першим інструментом, звучання якої часто підсилювалося такими першопрохідцями, як Ті-Боун Вокер в кінці 1930-х, Джон Лі Гукер і Мадді Вотерс в 1940-х. Їх стилі розвинулися в Вест-кост-блюз, Детройт-блюз і післявоєнний Чикаго-блюз, який відрізняється від довоєнного акустичного звучання. На початку 1950-х Літтл Волтер посилював звучання губної гармоніки за допомогою невеликого ручного мікрофона, підключеного до гітарного підсилювача. Електрична бас-гітара поступово замінила контрабас на початку 1960-х років. У 1960-х електрик-блюз був адаптований британським блюзом, що призвело до розвитку блюз-року і рок-музики.

## Витоки
Ймовірно блюз, як і джаз, почав посилюватися в кінці 1930-х років. Першою зіркою електрик-блюзу, як правило, визнається Ті-Боун Вокер, народжений в Техасі, але переїхав на початку 1940-х в Лос-Анджелес, щоб записувати суміш блюзу з елементами R & B і джазу протягом своєї тривалої і плідної кар'єри. Після Другої Світової Війни посилене звучання блюзу стає популярним в таких американських містах, як Чикаго, Мемфіс, Детройт і Сент-Луїс, куди мігрує велика кількість афроамериканців. Початковий імпульс полягав у тому, щоб бути почутим на вулицях міста. Виконавці електрик-блюзу об'єднувалися в невеликі групи, в порівнянні з більш численними джаз-бендами, забезпечивши таким чином стандартний шаблон для блюз- і пізніших рок-виконавців. На ранніх етапах електрик-блюзу, як правило, використовувалися підсилені електрогітари, контрабас (який активно замінювався бас-гітарою), барабани і гармоніка, що звучала через гучномовець або гітарний підсилювач.

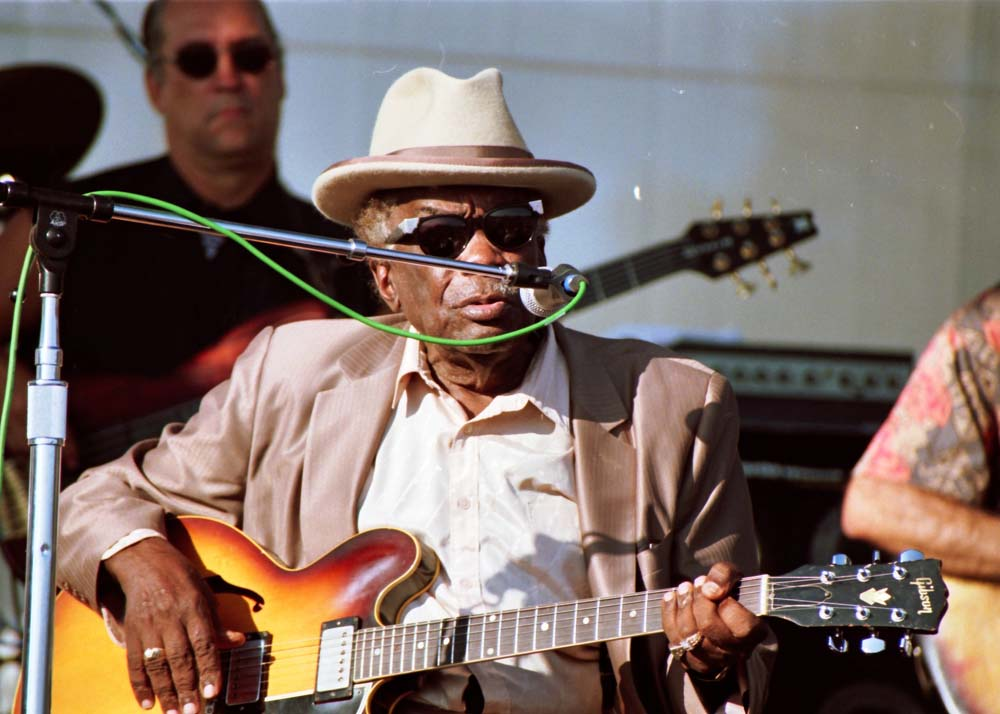
Джон Лі Гукер створив свій власний стиль електрик-блюзу.

Джон Лі Гукер з Детройту виконував унікальну форму електрик-блюзу, засновану на його вокалі, що грубо звучить в супроводі однієї лише електрогітари. Незважаючи на те, що на його музику не мав сильного впливу бугі-вугі, його стиль іноді називають «гітарний бугі». Перший хіт «Boogie Chillen [Архівовано 23 січня 2019 у Wayback Machine.]» досяг першої позиції в R & B-чартах в 1949 році. Він продовжив грати і записувати до своєї смерті в 2001 році.

### Чикаго-блюз
До кінця 1940-х кілька чиказьких блюз-виконавців почали застосовувати підсилювачі, у тому числі Джон Лі Вільямсон і Джонні Шайнс. Ранні записи електрик-блюзу були зроблені в 1947—1948 рр. такими музикантами, як Джонні Янг, Флойд Джонс і Снукі Прайор. Піджанр був удосконалений Мадді Вотерсом, який ввів сильну ритм-секцію і потужну гармоніку. За його хітом «I Can not Be Satisfied [Архівовано 31 грудня 2018 у Wayback Machine.]» (1948) відбулася низка новаторських записів. Чикаго-блюз в значній мірі спирається на дельта-блюз, тому що багато виконавців мігрували з Міссісіпі. Гаулін Вулф, Мадді Вотерс, Віллі Діксон і Джиммі Рід народилися в штаті Міссісіпі і переїхали в Чикаго, в ході Великої міграції. Такі виконавці, як Дж. Т. Браун, який грав в групі Елмор Джеймс, або Дж. Б. Ленор, в додаток до типових інструментів додавали також саксофон, в основному в якості допоміжного інструменту. Літтл Волтер, Сонні Бой Вільямсон II і Біг Волтер Гортон були серед найвідоміших виконавців на гармоніці раннього Чикаго-блюзу, а звучання електричних інструментів та гармоніки часто розглядається як основна характеристика електричного Чикаго-блюзу. Більшість музикантів Чикаго-блюзу записувалися на чиказьких лейблах Chess Records і Checker Records, в ту епоху були також невеликі блюзові лейбли Vee-Jay Records і J.O.B. Records.

### Мемфіс-блюз
Мемфіс, з його процвітаючою акустичної сценою на Біл-стріт, також розробив свій електрик-блюз на початку 1950-х років. Компанія Сема Філіпса під назвою Sun Records записала ряд музикантів, у тому числі Гаулін Вулф (до його від'їзду в Чикаго), Віллі Нікс, Айк Тернер і Бі Бі Кінг. До інших виконавців Мемфіс-блюзу з Sun Records відносять Джо Гілл Луї, Віллі Джонсон і Пат Гер, вперше застосували дисторшн і павер-акорди, втіливши таким чином елементи хеві-металу. Вони сильно вплинули на більш пізніх виконавців рок-н-ролу і рокабіллі, багато хто з яких також записувалися на лейблі Sun Records. Після відкриття Елвіса Преслі в 1954 році, Sun Records переключилися на швидко зростаючу білу аудиторію рок-н-ролу. Booker T. & the M.G.'s виконують електрик-блюз з 1960-х.

### Нью-Орлеан-блюз
Як стиль New Orleans blues в першу чергу керується фортепіано і валторною, оживляється карибськими ритмами і музикою Діксіленд. Як правило, вона весела, незалежно від тематики, з віддаленим темпом і складними ритмами, які падають відразу за відбиванням такту. Вокал варіюється від невимушеного співу до повноцінного церковного стилю.
Музикант Guitar Slim з Нового Орлеана записав пісню «The Things That I Used to Do [Архівовано 5 березня 2019 у Wayback Machine.]» (1953), в якій соло виконав на електрогітарі з ефектом дисторшн, що стала R & B-хітом в 1954 році. Вона потрапила в список «500 пісень, які сформували рок» Залу слави рок-н-ролу і внесла свій вклад в розвиток соулу.

## Британський блюз
Британський блюз виник з скіффлу і народних клубів в кінці 1950-х, головним чином в Лондоні, і був виконанням американського акустичного блюзу. Поворотним моментом став візит Мадді Вотерса в 1958 році, коли він шокував британську аудиторію виконанням посиленого електрик-блюзу і отримав згодом безліч захоплених відгуків. Це надихнуло гітаристів Сиріла Девіса і Алексіса Корнера до створення фундаментальної групи британського блюзу Blues Incorporated, яка в 1962 році випустила перший альбом в стилі британського блюзу  R & B from the Marquee . На сесіях Blues Incorporated брали участь майбутні засновники груп Rolling Stones (Мік Джаггер, Чарлі Воттс і Браян Джонс) і Cream (Джек Брюс і Джинджер Бейкер), разом з Гремом Бондом і Лонг Джон Болдрі.

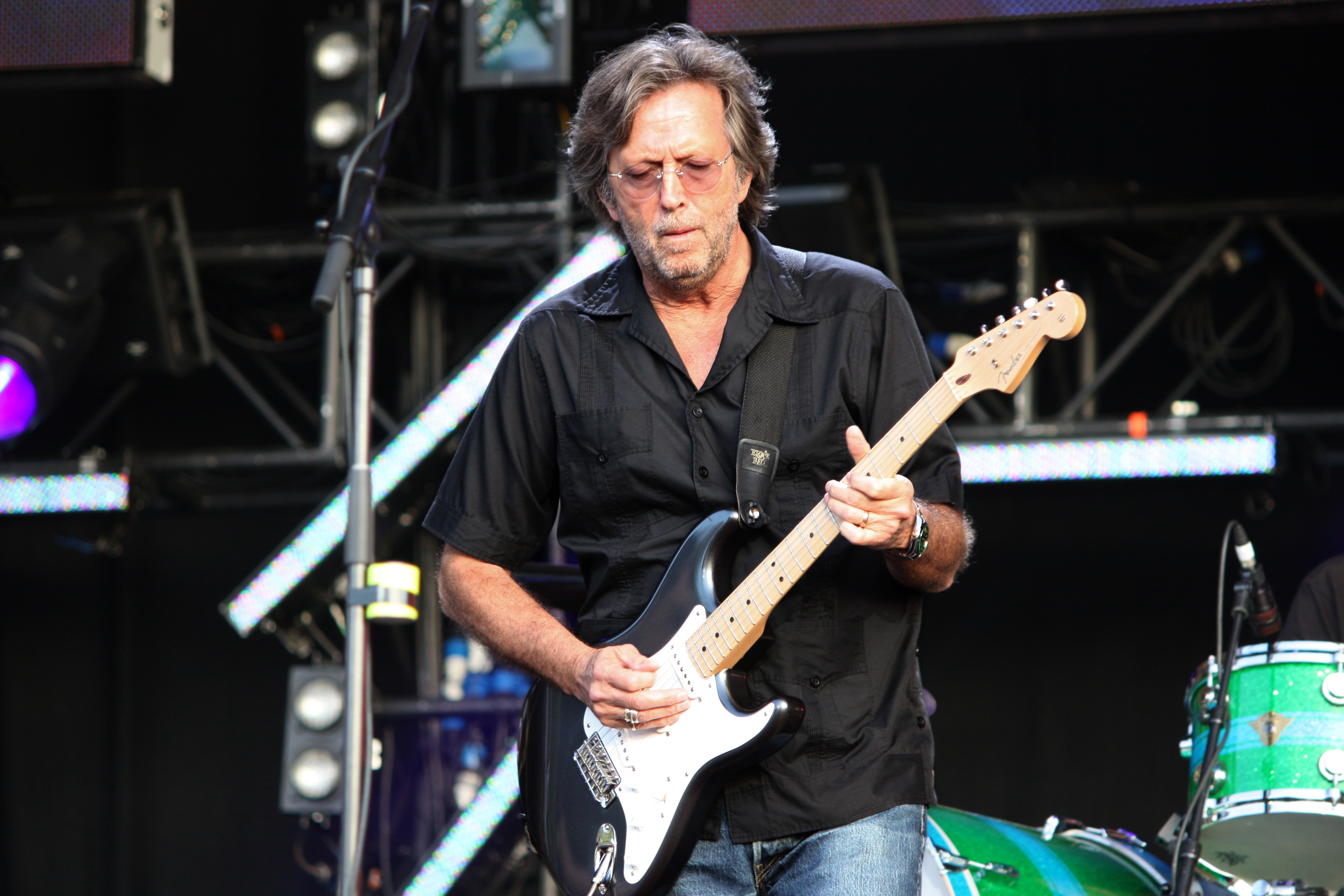
Ерік Клептон є однією з головних фігур британського блюзу 1960-х.

Іншою ключовою фігурою британського блюзу є Джон Маялл, який переїхав до Лондона на початку 1960-х і сформував групу John Mayall & the Bluesbreakers, учасниками якої в різний час були Джек Брюс, Ейнслі Данбар і Мік Тейлор. Особливо важливим є альбом 1966 року Blues Breakers with Eric Clapton (Beano), який вважається одним з основоположних записів британського блюзу. Альбом примітний швидким стилем гітариста Ерік Клептон в поєднанні з дисторшном гітари Gibson Les Paul і підсилювача  Marshall, що стало класичною комбінацією для британського блюзу, а пізніше і рок-музики в цілому.

## Блюз-рок
Відрізнити електрик-блюз від блюз-року дуже складно, при цьому головна відмінність полягає в тому, що блюз-рок виконується в основному білими музикантами. Блюз-рок не відрізняли від рок-музики до появи британських гуртів Fleetwood Mac, Free (гурт), Savoy Brown, The Rolling Stones, The Animals , The Yardbirds, Cream, Blind Faith, Derek and the Dominos, The Jeff Beck Group і Led Zeppelin. Британські музиканти, в свою чергу, надихнули американських блюз-рок-виконавців, як, наприклад, Пол Баттерфілд, Canned Heat, Jefferson Airplane, Дженіс Джоплін, Джонні Вінтер, The J. Geils Band і Рі Кудер.
Блюз-рок-гурти The Allman Brothers Band, Lynyrd Skynyrd і ZZ Top з південних штатів Америки, включивши елементи кантрі — музики, розробили Сатерн-метал. Затяжні джазові імпровізації Cream і The Jimi Hendrix Experience зрушили блюз-рок в сторону  психоделії. Важке звучання груп Led Zeppelin і Deep Purple, засноване на рифах, призвело до формування хард-року. Виконавці 1970-х Джордж Торогуд, Пат Траверс, Status Quo і Foghat сформували бугі-рок.

## Сучасний електрик-блюз
З кінця 1960-х популярність електрик-блюзу починає знижуватися, проте багато послідовників залишається в США, Великій Британії та інших країнах у виконавців, які почали свій творчий шлях ще на початку 1950-х і продовжують виступати і видавати записи. У 1970-х і 1980-х електрик-блюз ввібрав цілий ряд різних впливів, зокрема це рок-музика і соул. Stevie Ray Vaughan став знаменитістю, його музика з впливом блюз-року відкрила дорогу для таких гітаристів, як Кенні Вейн Шеперд і Джонні Ленг. Електрик-блюз з впливом соулу виконували Джо Луї Вокер і більш успішний Роберт Крей, чий альбом  Strong Persuader  (1986) включає найважливіший хіт [Архівовано 24 січня 2019 у Wayback Machine.] в даному стилі.
Бонні Рейтт, починаючи з проривного альбому  Nick of Time  (1989), стає одним з провідних виконавців акустичного і електрик-блюзу. Альбом The Healer (1989) відновлює інтерес до John Lee Hooker. На початку 1990-х кілька знаменитих виконавців повертаються до електрик-блюзу, у тому числі Гері Мур з альбомом Still Got the Blues (1990) і Eric Clapton з альбомом From the Cradle (1994). З'явилося також багато нових виконавців, в їх числі Кларенс Спеді, The White Stripes, The Black Crowes, The Black Keys, Джеф Гілі, Clutch, The Jon Spencer Blues Explosion, і Джо Бонамасса.